# 大塚雄三
大塚 雄三（おおつか ゆうぞう、1979年8月27日 - ）は、日本のシンガーソングライター。元CHARCOAL FILTERのヴォーカリスト。
CHARCOAL FILTER活動時は、ほぼ全ての作詞を担当。嵐やジャニーズJr.、塚本高史にも詞曲を提供していた。これら楽曲提供のうち、デビュー前に手掛けた一部は「ゆう.」名義でクレジットされている（提供楽曲の詳細については後述）。身長169cm。

## 来歴
東京都港区出身。慶應義塾高等学校卒業、慶應義塾大学中退。
高校在学中の1996年に、小名川高弘・安井佑輝・高野真太郎のバンドに加入し、学園祭にて初ライヴを行う。
1999年、CHARCOAL FILTERとしてシングル『I start again』にてメジャーデビュー。2002年には自身が作詞・作曲した『Brand-New Myself 〜僕にできること』がオリコン16位、20万枚のセールスを記録。2003年、小名川と共に "ジョン・レノン音楽祭2003 Dream Power ジョン・レノン スーパー・ライヴ" に出演。同年、『Brand-New Myself ～僕にできること』をビビアン・スーが中国語でカバーし、台湾で大ヒットした（中国語タイトルは『決定愛你』）。2007年7月、CHARCOAL FILTER解散。
CHARCOAL FILTER解散後は、広告代理店のアサツー ディ・ケイ勤務を経て、自身の会社「株式会社Yellowship&co.」で代表取締役を務めた。
2011年8月、香川県内の高速道路で自動車事故に遭い頭蓋骨骨折の重体となるも奇跡的に一命を取り留め、リハビリ期間を経て2015年に自らの体験を綴った著書『孤独なレース』を刊行。
2016年には音楽イベントを企画するプロジェクト「ONE LIFE」を設立。

## エピソード
- バンドの楽曲がMATCH（大塚ベバレジ）のCMに4度タイアップされた。
- 曾祖父・武三郎は大塚製薬の創業者。祖父・正士、伯父・明彦は大塚製薬の元社長。大叔父・芳満は大塚製薬元会長。同じく大叔父の公は大塚化学元会長、大叔父の正富はアース製薬元社長。父・雄二郎は大塚化学ホールディングスの元会長。兄・太郎は大塚倉庫会長と大塚製薬の創業家一族の家系に育った。
- 幼い頃から歌うことが好きで、小学校時代は有志の合唱団にも所属していた。
- CHARCOAL FILTERの高野真太郎とは慶應義塾幼稚舎の頃からの幼馴染。
- 2000年7月31日の 初ワンマンライヴ（"Spiky night"）では、初めてステージ上で涙した。
- 自宅に「ちびスタ」（「ちびぞうスタジオ」の略）というスタジオを構えていたが、現在はそれらの機材の多くは「コナスタ」（小名川のスタジオ）に移動している。
- 2003年にポリープができ、発声しづらい時期が続くも、2005年後半頃から歌声が戻ってきた。
- 高校1年の頃、バンドでGreen Dayのコピーをするべくクラスメートを誘ったが、その友人はX JAPANのファンだったため、結局上手くいかなかった。
- 高校2年の頃、高野のバンドがヴォーカルを探していると聞き、小名川・安井と出会う。試験的に4人でスタジオ入りし、Green Dayの『Basket Case』を歌唱したところ、その場で即メンバーとして迎え入れられた。
- Tシャツを好み、特にA BATHING APEのTシャツを愛用している。
- aikoの大ファンだが、DVDを購入するも「観たらただのファンになり下がる気がする」という理由で未鑑賞である。

## 提供楽曲
提供曲
- 嵐 『明日に向かって』 （作詞） - シングル『A･RA･SHI』及びアルバム『嵐 Single Collection 1999-2001』収録。ジャニーズJr.が頻繁に歌っていた曲でもある。
- 影山ヒロノブ 『君だけのために』 （作詞）
- ジャニーズJr.
  - 『君らしさがいい』 （作詞・ゆう.名義）
  - 『この星で生まれて』 （作詞・ゆう.名義）
  - 『I believe in myself』 （作詞）
  - 『サヨナラ』 （作詞）
  - 『DO YOU WANNA FEEL LIKE DANCING』 （作詞・馬飼野康二と共作） - Jr.時代の相葉雅紀と二宮和也の楽曲。エスキモー「PINO」CMソング。
- 塚本高史 『ありがとう』 （作詞・作曲） - シングル『いつでも僕は』カップリング。
- 吉田智美 『グレープフルーツムーン』 （作詞）
- せんとくんテーマ曲『せんとくんなら知っている』（作詞）

カヴァー曲
- ビビアン・スー 『決定愛你』 - 『Brand-New Myself ～僕にできること』を中国語でカヴァー。台湾ドラマ「狂愛龍卷風」主題歌。

## 交友関係
- 高野哲 - MALICE MIZER初代ヴォーカル。現在はnilをはじめ多数のバンドに在籍。大塚がnilのライヴへ頻繁に足を運んでいることや、同じレコード会社だった縁もあり、CHARCOAL FILTERのライヴ観覧や、ファンクラブ会報の対談コーナーに登場。
- 中島卓偉 - イベントをきっかけに知り合う。CHARCOAL FILTERとは、tvk「Music Chat」の出演が共に最多回数という共通点もある。
- 2丁拳銃 - 友人のお笑い芸人。音楽活動も行っていることから、『Gimme a night』へも出演した。
- ネスミス - EXILEのヴォーカル兼パフォーマー。近隣に住んでおり、頻繁に交友している。
- 326 - 自身がパーソナリティーを務める『真夜中の王国（NHK BS）』への、CHARCOAL FILTER出演がきっかけとなり大塚と知り合った。プライベートでも親交を持つ仲で、自らのホームページでは大塚の直筆メッセージを期間限定で掲載したこともある。
- MEG - レコード会社が共にWARNERだったこともあり、大塚のホームパーティーに参加するなど親交がある。また、大塚から贈られたTシャツを所有している。

## 著書
- 『孤独なレース』 （あさ出版 2015年）ISBN 9784860638047

## 出演
- BSマンガ夜話『BECK』（2004年6月30日 NHK BS2） - ゲスト出演